# 堀田知光
堀田 知光（ほった ともみつ、1944年 - ）は、日本の医学者。専門は血液内科。医学博士。国立がんセンター名誉総長。愛知県出身。
愛知県立半田高等学校を経て、名古屋大学医学部へ進学。同大学卒業後、名古屋大学医学部第一内科講師等を経て、1996年に教授として東海大学に赴任。医学部の医局制度改革を成功させ、2002年から医学部長を務める。2006年からは独立行政法人国立病院機構名古屋医療センター院長として独立行政法人化後の組織改革を進めた。その後、国立がん研究センターの理事長（総長）公募に応じ、3名の候補者の中から理事長に選任された。2012年4月1日､国立がんセンター理事長に就任。就任後は、「最先端のがん研究やがん医療に挑む」ことに加えて、がん患者の人生そのものを見据えた治療に取り組むとの方針を掲げ、「がんサバイバーシップ支援研究部」を発足させた。2022年、瑞宝重光章受章。

## 経歴
- 1969年 - 名古屋大学医学部卒業
- 1970年 - 名古屋大学医学部第一内科入局
- 1986年  - 名古屋大学医学部第一内科助手
- 1990年 - 名古屋大学医学部第一内科講師
- 1996年 - 東海大学医学部内科教授
- 2000年 - 東海大学医学部付属病院副院長
- 2002年 - 東海大学医学部長
- 2006年 - 国立病院機構名古屋医療センター院長
- 2012年 - 国立がん研究センター理事長

## 主な公職等
- 公益財団法人がん研究振興財団理事長
- 公益財団法人日本対がん協会 常務理事
- 公益財団法人高松宮妃癌研究基金 理事
- 内閣官房健康・医療戦略室 健康・医療戦略参与
- 厚生労働省 「がん対策推進協議会」 委員
- 厚生労働省 「医療上の必要性の高い未承認薬・適応外薬検討会」 座長
- 神奈川県立病院機構副理事長